# No debes jugar
«No debes jugar» es el primer sencillo del álbum "Selena Live! " (En Español "Selena en vivo") de Selena. Esta canción se convirtió en un éxito generalizado en torno a los EE. UU., Canadá y otros países de habla Español en 1993. Esta canción escrita por AB (el hermano de Selena) golpeó el Billboard Hot Latin Tracks, Billboard Latin Regional Mexican Airplay, y Billboard Latin Pop Airplay de que todos los picos en el número 3. El video musical de "No Debes Jugar" fue filmado en la playa de Corpus Christi, Texas. El video fue presentado solo una vez en el show musical Padrísimo por el canal de Telemundo, aunque solo fue presentado una vez por fallas de audio, y para promocionar la canción se empleó un video de Selena interpretando el tema en el Show De Johnny Canales. 